# Famille de Kamala Harris
La famille de Kamala Harris compte plusieurs personnalités notables. L'origine maternelle de Kamala Harris est indienne. Du côté paternel, Kamala est jamaïcaine. Elle est par ailleurs mariée à Douglas Emhoff, un avocat new-yorkais de confession juive.

## Parents

### Shyamala Gopalan
Shyamala Gopalan est la mère de Kamala Harris. Elle est biologiste et oncologue, spécialiste du cancer du sein. Originaire du Tamil Nadu en Inde, elle est venue aux États-Unis en 1960 pour faire un doctorat d'endocrinologie à l'université Stanford. Elle a également été une militante des droits civiques à Madras, ou Chennai, en Inde. Shyamala Gopalan est née le 7 avril 1938 à Madras et décédée le 11 février 2009 à Oakland, aux États-Unis à l'âge de 70 ans. Shyamala pratique aussi le chant carnatique, elle a gagné un concours national de la chanson classique en Inde lorsqu'elle était adolescente. En 1958, à l'âge de 19 ans, Shyamala est acceptée à un programme de maîtrise en nutrition et endocrinologie à l'université de Californie à Berkeley. Les travaux de Shyamala se sont essentiellement centrés pour isoler et caractériser le gène du récepteur de la progestérone. Ils ont stimulé les progrès de la recherche dans le domaine de la cancérologie et plus spécifiquement sur le cancer du sein. Sa thèse est d'ailleurs intitulée : L'isolement et la purification d'un inhibiteur de la trypsine à partir de farine de blé entier. Elle a aussi mené des recherches dans le département de zoologie et laboratoire de recherche sur le cancer de l'université de Californie à Berkeley. La mère de Kamala a surtout siégé à la Commission spéciale du président sur le cancer du sein. Puis, elle a encadré des dizaines d'étudiants dans son laboratoire. Shyamala a travaillé au Laboratoire national Lawrence-Berkeley pour sa dernière décennie de recherche.

### Donald J. Harris
Donald J. Harris est le père de Kamala Harris. C'est un économiste américano-jamaïcain et professeur émérite à l'université Stanford, connu pour avoir appliqué des idées postkeynésiennes à l'économie du développement. Harris est né le 23 août 1938 à Brown's Town en Jamaïque. Harris a obtenu un baccalauréat ès arts à l'Université des Indes occidentales en 1960. En 1963, il est venu aux États-Unis pour ses recherches sur : Inflation, accumulation de capital et croissance économique : une analyse théorique et numérique et obtient un doctorat à l'université de Californie à Berkeley en 1966. Il a rencontré son ex-épouse, Shyamala Gopalan par le biais du mouvement des droits civiques. Harris a été professeur adjoint à l'université de l'Illinois à Urbana-Champaign de 1966 à 1967 et à l'université Northwestern de 1967 à 1968. Il a déménagé à l'université du Wisconsin à Madison en tant que professeur agrégé en 1968. En 1972, il rejoint la faculté de l'université Stanford en tant que professeur d'économie. Il a dirigé le Consortium Graduate School of Social Sciences à l'université des Antilles en 1986-1987. Il a été boursier Fulbright au Brésil en 1990 et 1991 et au Mexique en 1992. En 1998, il a pris sa retraite de Stanford pour devenir professeur émérite.

## Sœur et nièce

### Maya Harris

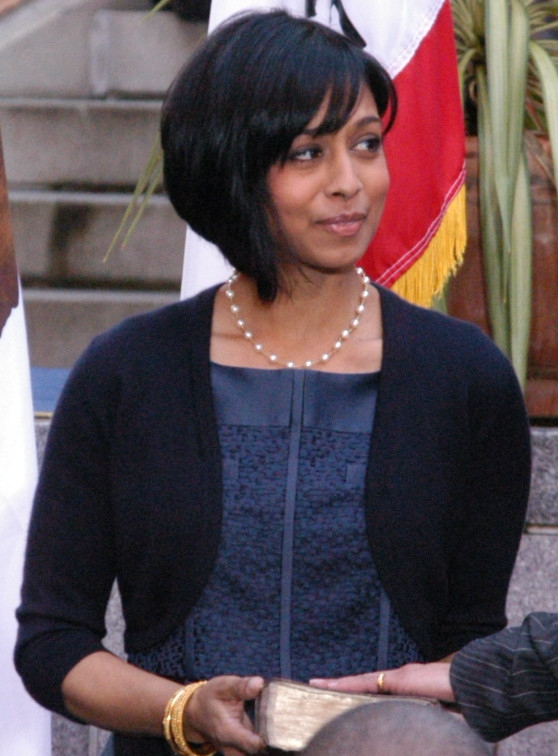
Maya Harris en 2014.

Maya Harris est la sœur cadette de Kamala Harris. C'est une avocate américaine et défenseure des politiques publiques et commentatrice à la télévision dans le domaine des affaires de politique publique sur MSNBC. Elle est née le 30 janvier 1967 à Champaign-Urbana, en Illinois et a grandi dans la région de la baie de San Francisco et à Montréal. Maya a obtenu un baccalauréat ès arts à l'université de Californie à Berkeley. Elle a eu son unique enfant Meena Harris à l'âge de 17 ans. En 1998, Maya Harris épouse l'avocat Tony West (en) .

### Meena Harris
Meena Harris est la nièce de Kamala Harris, née en 1984. C'est une avocate américaine, autrice de livres pour enfants et fondatrice de la Phenomenal Woman Action Campaign,. Elle est née le 20 octobre 1984 à Oakland, en Californie. Meena a obtenu un baccalauréat de l'université Stanford et un Juris Doctor à la Faculté de droit de Harvard. Son livre pour enfants 2020 est basé sur l'histoire de la vie de sa mère et de sa tante. Meena est mariée à Nikolas Ajagu, et ils ont deux filles,.

## Mari et beaux-enfants

### Douglas Emhoff

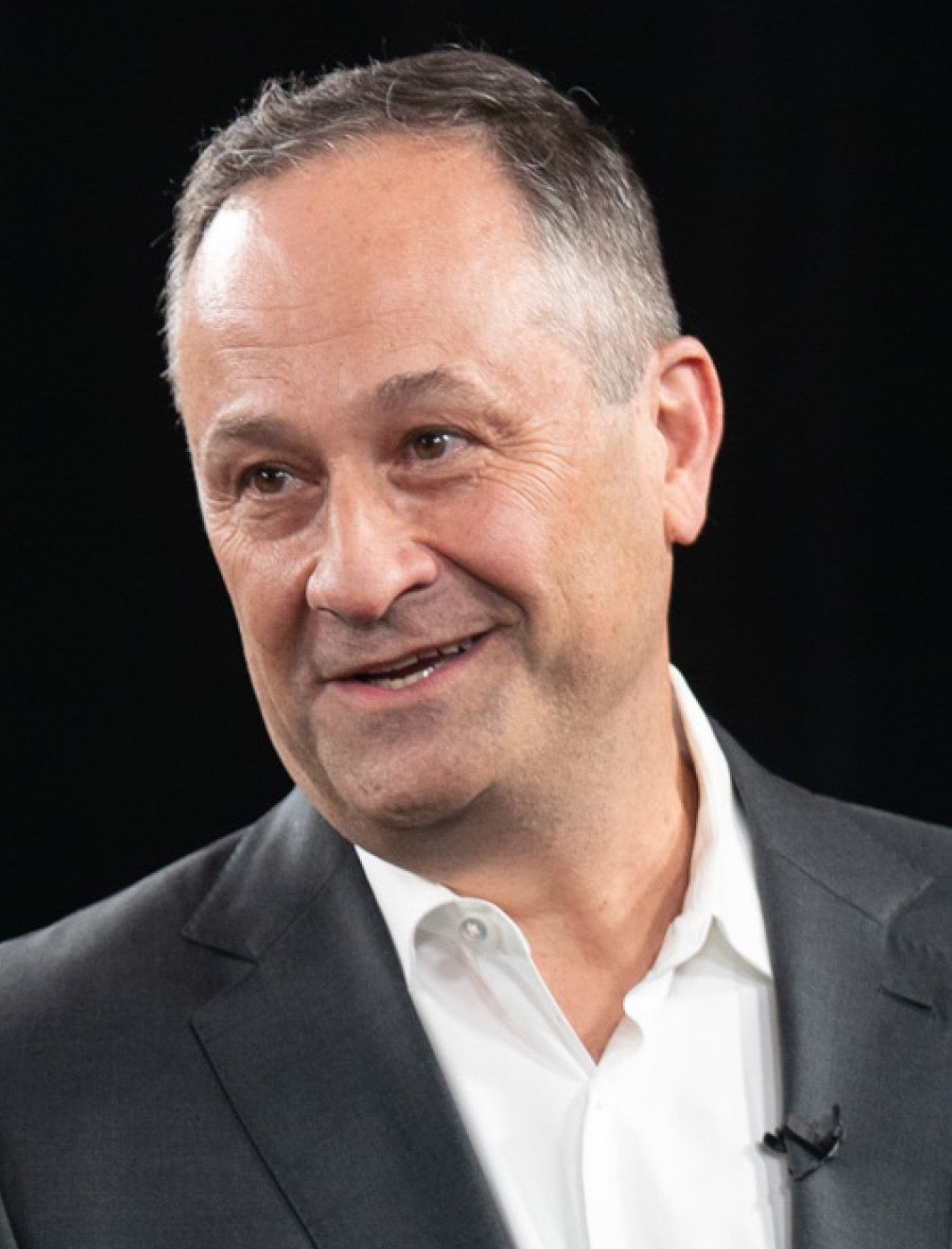
Douglas Emhoff en 2017.

Douglas Emhoff fut marié en premières noces à Kerstin Mackin de 1992 à 2008. Ils ont deux enfants : Cole Emhoff et Ella Emhoff. Il a ensuite épousé Kamala Harris, 49e vice-présidente des États-Unis d'Amérique, le 22 août 2014 à Santa Barbara, en Californie. C'est la sœur de Kamala qui a officié à la cérémonie. Il est le deuxième gentilhomme des États-Unis, soit une première dans l'histoire des institutions du pays.

### Cole Emhoff
Cole Emhoff est le fils de Douglas Emhoff issu de son premier mariage. Il devient donc le beau-fils de Kamala Harris par alliance grâce au remariage de son père avec la vice-présidente. Il est né le 15 septembre 1994 et porte ce prénom en référence au musicien de jazz John Coltrane. Cole est diplômé du Colorado College, spécialité psychologie. Il a ensuite été assistant chez William Morris Agency avant de devenir assistant exécutif chez Plan B Entertainment. Dans le privé, Cole Emhoff appelle sa belle-mère Kamala Harris « Momala ».

### Ella Emhoff
Ella Emhoff est la fille de Douglas Emhoff issue de son premier mariage et donc la belle-fille de la vice-présidente Kamala Harris depuis le remariage de son père. Elle est née en 1999 et porte son prénom en référence à la chanteuse de jazz Ella Fitzgerald. En 2014, elle était dans le clip de la chanson de Bo Burnham Repeat Stuff. En 2018, Emhoff est diplômée du lycée de Los Angeles où elle faisait partie de l'équipe de natation. Elle est créatrice de mode à la Parsons School of Design et crée ses propres collections sur son site internet. Dans le privé, Ella appelle sa belle-mère « Momala ». Engagée en faveur de la communauté queer et la cause transgenre, ses cheveux bouclés au naturel et son style slow-fashion sont remarqués lors de la cérémonie d'investiture présidentielle de Joe Biden, ce qui lui vaut d'être recrutée par une agence de mannequins.